# Paz (Chorwacja)
Paz – wieś w Chorwacji, w żupanii istryjskiej, w gminie Cerovlje. W 2011 roku liczyła 72 mieszkańców.